# Cyanopepla basimacula
Cyanopepla basimacula là một loài bướm đêm thuộc phân họ Arctiinae, họ Erebidae.